# رويلينة
الرويلينة (الاسم العلمي: Ruelliinae) هي عمارة من النباتات تتبع الفصيلة الأقنتية من رتبة الشفويات.

## أجناس الرويلينة
- الضيفد

Acanthopale - قميعة (نبات) - Apassalus - قصيف - قصيف - Bravaisia - Brillantaisia - أقنثاوات - Calacanthus - قميعة (نبات) - Dischistocalyx - Duosperma - ضيفد - Echinacanthus - Epiclastopelma - Eranthemum - Eremomastax - Eusiphon - Hemigraphis - Heteradelphia - Hygrophila - Ionacanthus - Kosmosiphon - أقنثاوات - Louteridium - قصيف - Mellera - Mimulopsis - أقنثاوات - Petalidium - Phaulopsis - Physacanthus - Polylychnis - قصيف - Ruellia - Ruelliopsis - Sanchezia - Satanocrater - Sautiera - قصيف - قميعة (نبات) - Stenothyrsus - قميعة - Strobilanthopsis - Suessenguthia - Trichanthera - Trichosanchezia - Zygoruellia